# Zvjezdane staze: Voyager
Zvjezdane staze: Voyager (eng. Star Trek: Voyager) je američka znanstveno-fantastična serija, koju je osmislio Gene Roddenberry. Serijal Voyager sniman je od 1995. do 2001. Voyager se od ostalih serijala razlikuje po tome što glavnu ulogu u seriji ima kapetanica Kathryn Janeway (glumi ju Kate Mulgrew), dok su kod ostalih serijala tu čast imali muškarci (kapetan Kirk, kapetan Picard, kapetan Sisko, kapetan Archer).

## Kratak sadržaj
U prvoj epizodi "Skrbnik" (engl. "Caretaker") 2371., USS Voyager, novi istraživački brod klase Intrepid, od Zvjezdane flote dobiva zadatak pronaći Makije - skupinu terorista pod vodstvom Chakotaya (nekadašnjeg časnika Zvjezdane flote) koji prosvjeduju zbog manjkavog mirovnog sporazuma između Federacije i Kardasijanske unije. Međutim, Voyager i Makiji su poslani u Delta kvadrant, područje udaljeno oko 70.000 svjetlosnih godina od Zemlje, pri čemu na Voyageru poginu glavni brodski liječnik, prvi časnik Cavit i poručnica Stadi (kormilarka). Poslalo ih je biće znano kao Skrbnik. Jedino ih Skrbnik pomoću sustava zvanog Mreža može vratiti natrag u Alfa kvadrant, no kapetanica je primorana uništiti Mrežu kako bi zaštitila Okampe i spriječila zlouporabu od strane Kazonaca. Tako Voyager ostaje zaglavljen u Delta kvadrantu, daleko od kuće. Budući da je pri uništenju Mreže uništen i makijski brod, posada makijskog broda, uključujući i Chakotaya, prisiljena je surađivati s Voyagerovom posadom. Posadi se istovremeno priključuju i Neelix (Talaksijanac), koji postaje brodski kuhar i časnik za raspoloženje, te Kes, njegova djevojka (Okampa).
U početku je bilo velikih problema s makijskim članovima posade, no na kraju serije djeluju kao jedinstvena i cjelovita posada odana kapetanici Janeway. Tijekom svojeg putovanja kući posada Voyagera susreće mnoge miroljubive, ali i veoma opasne vrste, poput Borga. U dvodjelnoj epizodi Škorpion (engl. Scorpion, 3x26 - 4x01) na Voyager dolazi Sedma od Devet, tercijarni dodatak Unimatrici 01 (drugim riječima, njena svrha je bila da zastupa Borga u komunikaciji s vanjskim vrstama). Bilo je velikih problema pri njenoj integraciji u posadu i prihvaćanju ljudskih društvenih vrijednosti i osobina koje se temelje na jedinstvenosti uma, što je Sedmoj predstavljalo poteškoće zbog Borgove filozofije "kolektiva". Uz pomoć kapetanice Janeway iz budućnosti, Voyager se 2378., nakon 7 godina putovanja uspješno vraća na Zemlju.

## Likovi

### Glavni likovi
| Lik             | Pozicija                         | Glumac                |
| --------------- | -------------------------------- | --------------------- |
| Kathryn Janeway | Kapetanica                       | Kate Mulgrew          |
| Chakotay        | Prvi časnik                      | Robert Beltran        |
| Tuvok           | Taktički časnik i šef osiguranja | Tim Russ              |
| B’Elanna Torres | Zapovjednica stroja              | Roxann Dawson         |
| Tom Paris       | Kormilar                         | Robert Duncan McNeill |
| Harry Kim       | Istraživački časnik              | Garrett Wang          |
| Doktor          | Doktor                           | Robert Picardo        |
| Neelix          | Kuhar i Časnik za raspoloženje   | Ethan Phillips        |
| Kes             | Pomoćnica doktora                | Jennifer Lien         |
| Sedma od Devet  | Radi u zvjezdarnici              | Jeri Ryan             |

## Vrste
Voyager je susreo mnoge vrste, od kojih su ovdje navedene samo neke:
- Borg - Nekoć normalna humanoidna vrsta, postao je jednom od najvećih prijetnji u čitavoj galaksiji. Svojem Kolektivu pridodaje nove radilice postupkom asimilacije, tj. ubrizgavanjem nanosondi i stavljanjem mehaničkih usadaka na tijelo radilice. Asimilacijom Borg ne pridodaje Kolektivu samo nove radilice, nego i ukupno znanje koje je žrtva posjedovala. Asimiliranjem žrtava Borg je asimilirao i njihove tehnologije. Tako su postali jedna od tehnološki najsavršenijih vrsta u sveukupnom Star Trek univerzumu. Svi njihovi brodovi imaju poznate geometrijske oblike, poput kocke, kugle, piramide itd. Poznata je njihova tehnologija remoduliranja frekvencija štitova kojom se enormnom brzinom prilagođavaju na gotovo sve vrste oružja kojima ih se želi ugroziti.Borgovska flota putuje tzv. transwarp kanalima, preko kojeg se Voyager vratio kući 2378. godine, te ga uništio. Time je nanio veliku štetu Borgu, jer su dotični izgubili osnovno sredstvo instant-putovanja u Alfu kvadrant.

Inače, mnogi zamjeraju serijalu Voyager što je Borga prikazao kao puno lakšeg neprijatelja nego što je bio u Novoj generaciji (u ostalim serijalima je nailazak na Borga značio gotovo sigurnu asimilaciju).       
- Ferengiji - Ferengiji su izrazito škrta vrsta. Profit je duboko ukorijenjen u sve pore njihova društva. Imaju nekoliko stotina pravila, poput npr. 6. "Nemoj dopustiti da ti obitelj stoji na putu do zarade!" ili 23. "Ništa nije važnije od tvog zdravlja... Osim tvog novca."

- Hirogenci - Hirogenci su vrsta čiji je glavni cilj lov. Jednom prilikom su zauzeli Voyager i od njega napravili lovište. (ep. Tamna fronta, engl. Dark frontier, 5x15-5x16)

- Klingonci - Klingonci su ratnička vrsta koja ni pod koju cijenu ne želi izgubiti čast. Hrabri su u borbi i veoma nagli.

- Okampe - Okampe su miroljubiva vrsta na koju pazi Skrbnik.

- Q-Q su svemoguća vrsta u svemiru koja se ne smije miješati u ishod događaja u svemiru. Međutim nekoliko su puta posjetili Voyager.

- Vrsta 8472 - Ekstremno opasna vrsta. Živi u tzv. fluidnom svemiru. Ime im je dao Borg. Voyager se susreo s njima u trenutku kada su uništili nekoliko Kocki. Budući da je Voyager upravo u tom razdoblju trebao proći kroz Borgov dio Delta kvadranta, kapetanica Janeway je ovdje izvukla korist. Naime, Doktor je proizveo tehnologiju koja može pomoći Borgu da pobjedi Vrstu 8472. Vidjevši da Borg nema izgleda, a kapetanici očajnički treba slobodan prolaz kroz njihovo područje, kapetanica sklapa savez s njima: ona će Borgu dati oružje, a zauzvrat će on pružiti nesmetan prolaz Voyageru. Tako je flota Vrste 8472 nepopravljivo oštećena, te je izgubila rat.

- Talaksijanci - su miroljubiva vrsta raštrkana po svemiru. Neelix je Talaksijanac.

- Vedejci - su vrsta koja pati od strašne bolesti te su zbog toga nekoliko puta od posade Voyagera željeli uzeti organe.

## Zanimljivosti
- Kate Mulgrew (Kapetanica Kathryn Janeway), Robert Beltran (Chakotay), Tim Russ (Tuvok), i Robert Duncan McNeill (Tom Paris) su jedini likovi koji se pojavljuju u svim epizodama

- Jordanski kralj Abdullah II, fan Zvjezdanih staza, se pojavio u jednoj epizodi ali nije rekao nijednu riječ

- Na početku druge epizode posada je počela koristiti nove fazore iako ih u epizodama nikad nisu ugradili

- Britanac Tony Alleyne je u svoj stan u gradiću Hinckleyu uložio gotovo 30.000 funti kako bi ga pretvorio u repliku Voyagerovog mosta i teleporterske sobe. Taj pothvat doveo je do osobnog bankrota i raspada njegova braka, no Alleyne ga je nedavno prodao za čak 400.000 funti!

## Nagrade i nominacije
Serija je osvojila nagradu Saturn za:
- najbolju sporednu glumicu - Jeri Ryan
- najbolju glumicu na televiziji - Kate Mulgrew

Serija je bila nominirana za nagradu Saturn u sljedećim kategorijama:
- najbolja televizijska serija izdana na DVD-u 2004.

## Vanjske poveznice
- Startrek.com  Arhivirana inačica izvorne stranice od 20. lipnja 2010. (Wayback Machine)
- Voyager na IMDB.com